# Martin Vejprava
Martin Vejprava (* 7. srpna 1967) je bývalý český fotbalista, obránce.

## Fotbalová kariéra
V české lize hrál za FK Jablonec. Nastoupil ve 132 ligových utkáních a dal 8 gólů. V Poháru vítězů pohárů nastoupil v 1 utkání. V nižších soutěžích hrál za TJ Náchod a v Německu za FSV Hoyerswerda.

## Ligová bilance
| Ročník                          | Zápasy | Góly | Klub        |
| ------------------------------- | ------ | ---- | ----------- |
| 1. česká fotbalová liga 1994/95 | 28     | 0    | FK Jablonec |
| 1. česká fotbalová liga 1995/96 | 25     | 0    | FK Jablonec |
| 1. česká fotbalová liga 1996/97 | 28     | 2    | FK Jablonec |
| Gambrinus liga 1997/98          | 28     | 4    | FK Jablonec |
| Gambrinus liga 1998/99          | 12     | 1    | FK Jablonec |
| Gambrinus liga 1999/00          | 11     | 1    | FK Jablonec |
| CELKEM                          | 132    | 8    |             |